# Utricularia kenneallyi
Utricularia kenneallyi — вид рослин із родини пухирникових (Lentibulariaceae).

## Біоморфологічна характеристика
Наземний однорічник, трава. Квітки у лютому чи квітні чи червні. Стебла на нижній половині темно-бордові, на верхній – зелені. Верхня губа віночка 3-лопатева, лілового кольору з глибоко пурпуровим V-виступом. Нижня часточка віночка біла з ліловим з відтінком. Шпори жовто-зелені.

## Середовище проживання
Цей вид є ендеміком для крайнього північного заходу Західної Австралії, де він зустрічається на водозборах річки Принс-Ріджент і Драйсдейл і на плато Мітчелл.
Цей вид зустрічається в сезонних протоках на околицях піщаних відкладень на плато пісковика; на висотах від 0 до 300 метрів.